# Bob Gerard
Frederick Roberts "Bob" Gerard (19 de janeiro de 1914 – 26 de janeiro de 1990) foi um automobilista britânico nascido na Inglaterra, que participou de oito Grandes Prêmios de Fórmula 1 em: 1950-1951, 1953-1954 e 1956-1957